# Don Collins (Basketballspieler)
Donald „Don“ Collins (* 28. November 1958 in Toledo, Ohio) ist ein ehemaliger US-amerikanischer Basketballspieler.

## Laufbahn
Collins, ein 1,98 Meter großer Flügelspieler, bestritt von 1976 bis 1980 106 Begegnungen für die Mannschaft der Washington State University. Seine 1563 erzielten Punkte brachten ihm in der ewigen Korbjägerliste der Hochschulmannschaft den zweiten Platz ein. Zu den Spielern, die ihn später überholten, gehörte Klay Thompson. Nachdem Collins in der Saison 1979/80 mit 23,1 Punkten je Partie geglänzt hatte, wählten ihn die Atlanta Hawks beim NBA-Draftverfahren im Jahr 1980 an 18. Stelle aus.
Nach 47 NBA-Spielen für Atlanta in der Saison 1980/81 (12,7 Punkte/Spiel) wurde Collins im Januar 1981 im Tausch gegen Wes Matthews an die Washington Bullets abgegeben. Collins blieb bis zum Ende der Saison 1982/83 in Washington. 1983/84 stand er bei den Golden State Warriors unter Vertrag. 1984/85 spielte er elf Partien für die Washington Bullets, war aber überwiegend in der Continental Basketball Association (CBA) bei Lancaster Leightning beschäftigt (48 Spiele: 24 Punkte/Spiel). Collins gewann 1986 mit den Tampa Bay Windjammers den CBA-Meistertitel, in der Sommersaison 1986 verstärkte er die Tampa Bay Thrillers. 1986/87 war er erneut in der CBA beschäftigt und erhielt in derselben Saison noch einmal eine Chance in der NBA, als er sechs Spiele für die Milwaukee Bucks bestritt. In der USBL-Saison im Frühjahr 1987 spielte Collins für die Tampa Bay Stars.
Collins, den zeitweise Drogen- und Eheprobleme plagten, nahm 1987 ein Angebot aus Frankreich an und wechselte zu CSP Limoges. Auch in der Ligue Nationale de Basket machte er sich als offensivstarker Spieler einen Namen, der selbst in entscheidenden Augenblicken eines Spiels furchtlos den Abschluss suchte. In der Saison 1987/88 lag er mit 26,2 Punkten pro Partie auf dem zweiten Platz der Korbjägerliste der französischen Liga, 1988/89 mit 25,9 auf dem siebten. Collins gewann mit Limoges 1988, 1989 und 1990 den französischen Meistertitel, 1988 und 1990 zudem den Ligapokal „Tournoi des As“, 1991 wurde man französischer Vizemeister. 1988, 1989 und 1990 wurde er als bester ausländischer Spieler der Liga ausgezeichnet. Auf europäischer Ebene gewann er mit CSP 1988 den Europapokal der Pokalsieger, im Endspiel gegen Badalona erzielte er mit 28 Punkten den Höchstwert der Begegnung. Collins erreichte mit Limoges 1990 das Halbfinale im Europapokal der Landesmeister, dort schied man gegen Jugoplastika Split aus, gewann aber das Spiel um den dritten Platz gegen Aris Thessaloniki. Er verließ Limoges 1991.
Von 1992 bis 1994 stand er beim französischen Zweitligisten La Rochelle unter Vertrag, von 1994 bis 1996 spielte er bei Pully Basket in der Schweizer Nationalliga A, 1996/97 bei Cossonay ebenfalls in der Schweiz. Anschließend setzte er seine Laufbahn in Mexiko fort, dort blieb er bis 2003.